# 시즈와촌
시즈와촌(静和村)은 도치기현의 남서부, 시모쓰가군에 속했던 촌이다.

## 역사
- 1889년 4월 1일 - 정촌제 시행에 의해 시모쓰가군 시즈와촌이 성립하였다.
- 1956년 9월 30일 - 오노데라촌, 이와후네촌과 합병해 이와후네촌이 되었다.

## 교통

### 철도
- 도부 철도
  - 닛코선